# 河北新報のいちばん長い日
『河北新報のいちばん長い日』（かほくしんぽうのいちばんながいひ）は、宮城県仙台市に本社を置く河北新報社によるノンフィクションドキュメンタリー、およびこれを原作としたテレビドラマ。文藝春秋から2011年に刊行された。

## 解説
2011年3月11日に発生した東北地方太平洋沖地震（東日本大震災）に遭遇した河北新報社の、その当時の事態の推移並びに、関係者の動きや思いなどを綴った内容である。

## テレビドラマ

### 概要
2012年3月4日の19時54分からテレビ東京系列においてスペシャルドラマ『明日をあきらめない…がれきの中の新聞社〜河北新報のいちばん長い日〜』（あすをあきらめない…がれきのなかのしんぶんしゃ〜かほくしんぽうのいちばんながいひ〜）が放送された（字幕放送あり）。通常放送されている『日曜ビッグバラエティ』の時間帯で放送され、これを同時ネットしている系列外の放送局でも放送された。なお、河北新報の販売地域となる東北地方にはテレビ東京系列局は存在しないが、宮城県を対象地域として河北新報を筆頭株主に持つTBS系列の東北放送が6日後の3月10日に遅れネットを行った。
なお、BSジャパンでも震災発生からちょうど1年を迎える3月11日に放送された（地上波より7日遅れ。字幕放送なし）。
東京ドラマアウォード2012では、作品賞（単発ドラマ）グランプリを受賞した。なお、これは同アワード初のテレビ東京制作によるグランプリ作品である（全部門通じて）。
そして「第8回日本放送文化大賞」においてもテレビ部門グランプリを受賞。これに伴う報奨金1,000万円は、東北地方太平洋沖地震（東日本大震災）の被災地へ全額寄付されることとなった。

### キャスト
全て実在の人物、また肩書きは当時
- 武田真一報道部長：渡部篤郎
- 太田巌編集局長：西岡德馬
- 鹿又久孝報道部次長：田中要次
- 丹野綾子記者：小池栄子
- 武田俊郎記者：長谷川朝晴
- 渡辺龍記者（志津川支局）：戸次重幸
- 一力雅彦社長：中原丈雄
- 原谷守整理部長：小木茂光
- 菊池道治気仙沼総局長：鶴見辰吾
- 佐藤純東京支社長：伊藤正之
- 荒浩一販売部長：宇梶剛士
- 阿部喜英・女川販売所所長：渡辺いっけい
- 中島英一・深沼販売所所長：金山一彦
- 中島百合子（英一の妻）：斉藤由貴
- 中島一清（英一の長男）：小柳心
- 中島大夢（英一の次男）：佐野和真
- 中島慶（英一の三男）：水野真典
- 中島二千華（英一の長女）：北村燦來
- 日向丈、橋爪龍、法福法彦、菊池健一郎、橋本一郎、朝倉あき、吉満涼太、浜田学、今奈良孝行、斎藤萌子、加藤満、小林且弥、剛州、今井久美子、松林慎司 ほか
- 池上彰(解説)

### スタッフ
- 脚本：横幕智裕
- 監督：千葉隆弥
- ロケ協力：気仙沼市産業部観光課、栃木県フィルムコミッション、芳賀町 ほか
- 技術協力：ティ・ピー・ブレーン
- 編集・MA：麻布プラザ
- 音響効果：フリーダム・オブ・ザック
- 美術協力：日映装飾美術
- スタジオ：日活撮影所
- 映像協力：共同通信社、陸上自衛隊、仙台インターネット通信社
- チーフプロデューサー：福田裕昭、岡部紳二
- プロデュース：鈴木亨知、浅野太、齋藤智礼
- プロダクション協力：スタジオブルー
- 製作プロダクション：ダイナマイトレボリューションカンパニー
- 製作著作：テレビ東京

### 放送局・放送時間
| 放送対象地域   | 放送局                | 系列           | 放送日・放送時間             | 備考           |
| -------------- | --------------------- | -------------- | ---------------------------- | -------------- |
| 関東広域圏     | テレビ東京 （制作局） | テレビ東京系列 | 2012年3月4日 19:54 - 21:48   | 字幕放送実施   |
| 北海道         | テレビ北海道          | テレビ東京系列 | 2012年3月4日 19:54 - 21:48   | 字幕放送実施   |
| 愛知県         | テレビ愛知            | テレビ東京系列 | 2012年3月4日 19:54 - 21:48   | 字幕放送実施   |
| 大阪府         | テレビ大阪            | テレビ東京系列 | 2012年3月4日 19:54 - 21:48   | 字幕放送実施   |
| 岡山県・香川県 | テレビせとうち        | テレビ東京系列 | 2012年3月4日 19:54 - 21:48   | 字幕放送実施   |
| 福岡県         | TVQ九州放送           | テレビ東京系列 | 2012年3月4日 19:54 - 21:48   | 字幕放送実施   |
| 岐阜県         | 岐阜放送              | 独立放送局     | 2012年3月4日 19:54 - 21:48   | 字幕放送実施   |
| 滋賀県         | びわ湖放送            | 独立放送局     | 2012年3月4日 19:54 - 21:48   | 字幕放送実施   |
| 奈良県         | 奈良テレビ            | 独立放送局     | 2012年3月4日 19:54 - 21:48   | 字幕放送実施   |
| 和歌山県       | テレビ和歌山          | 独立放送局     | 2012年3月4日 19:54 - 21:48   | 字幕放送実施   |
| 宮城県         | 東北放送              | TBS系列        | 2012年3月10日 13:00 - 15:00  | 字幕放送非実施 |
| 全国           | BSジャパン            | BS放送         | 2012年3月11日 21:00 - 22:55  | 字幕放送非実施 |
| 新潟県         | 新潟放送              | TBS系列        | 2012年4月30日 13:55 - 15:50  | 字幕放送非実施 |
| 静岡県         | 静岡放送              | TBS系列        | 2012年4月30日 13:55 - 15:50  | 字幕放送非実施 |
| 山形県         | テレビユー山形        | TBS系列        | 2012年5月4日 13:55 - 15:49   | 字幕放送非実施 |
| 鹿児島県       | 南日本放送            | TBS系列        | 2012年5月5日 14:00 - 15:54   | 字幕放送非実施 |
| 富山県         | チューリップテレビ    | TBS系列        | 2012年8月15日 15:00 - 16:53  | 字幕放送非実施 |
| 広島県         | 中国放送              | TBS系列        | 2012年12月31日 13:55 - 15:55 | 字幕放送非実施 |
| 熊本県         | 熊本放送              | TBS系列        | 2013年1月14日 13:55 - 15:50  | 字幕放送非実施 |
| 長野県         | 信越放送              | TBS系列        | 2013年1月26日 12:10 - 14:00  | 字幕放送非実施 |
| 山口県         | 山口放送              | 日本テレビ系列 | 2013年2月9日 13:00 - 14:55   | 字幕放送非実施 |
| 沖縄県         | 琉球放送              | TBS系列        | 2013年3月2日 14:00 - 15:54   | 字幕放送非実施 |
| 青森県         | 青森放送              | 日本テレビ系列 | 2013年3月23日 15:00 - 16:55  | 字幕放送非実施 |

第8回日本放送文化大賞受賞を受け、2013年3月9日12:30 - 14:23にテレビ東京で、同日13:00 - 14:55にテレビ北海道で、同年3月10日15:25 - 17:20にBSジャパンで、同年3月11日12:35 - 14:25にテレビせとうちで、同日13:00 - 15:00にテレビ大阪で、同日13:35 - 15:35にテレビ愛知でそれぞれ再放送が予定されている（地上波局では字幕放送のほか、解説放送も追加して実施。字幕放送のテロップは各局別で表示）。また、それに先駆けて東北放送では2012年12月29日14:00 - 16:00に再放送が行われた。